# Ricciarda Cybo-Malaspina
Ricciarda Cybo-Malaspina, född 1497, död 1553, var en italiensk länsherre. Hon var regerande markisinna av Massa och dam av Carrara mellan 1519 och 1553.
Hon blev tillfälligt avsatt i en kupp 1546, men lyckades återta makten i en motkupp året därpå. 